# Conferimento dei pieni poteri a Philippe Pétain

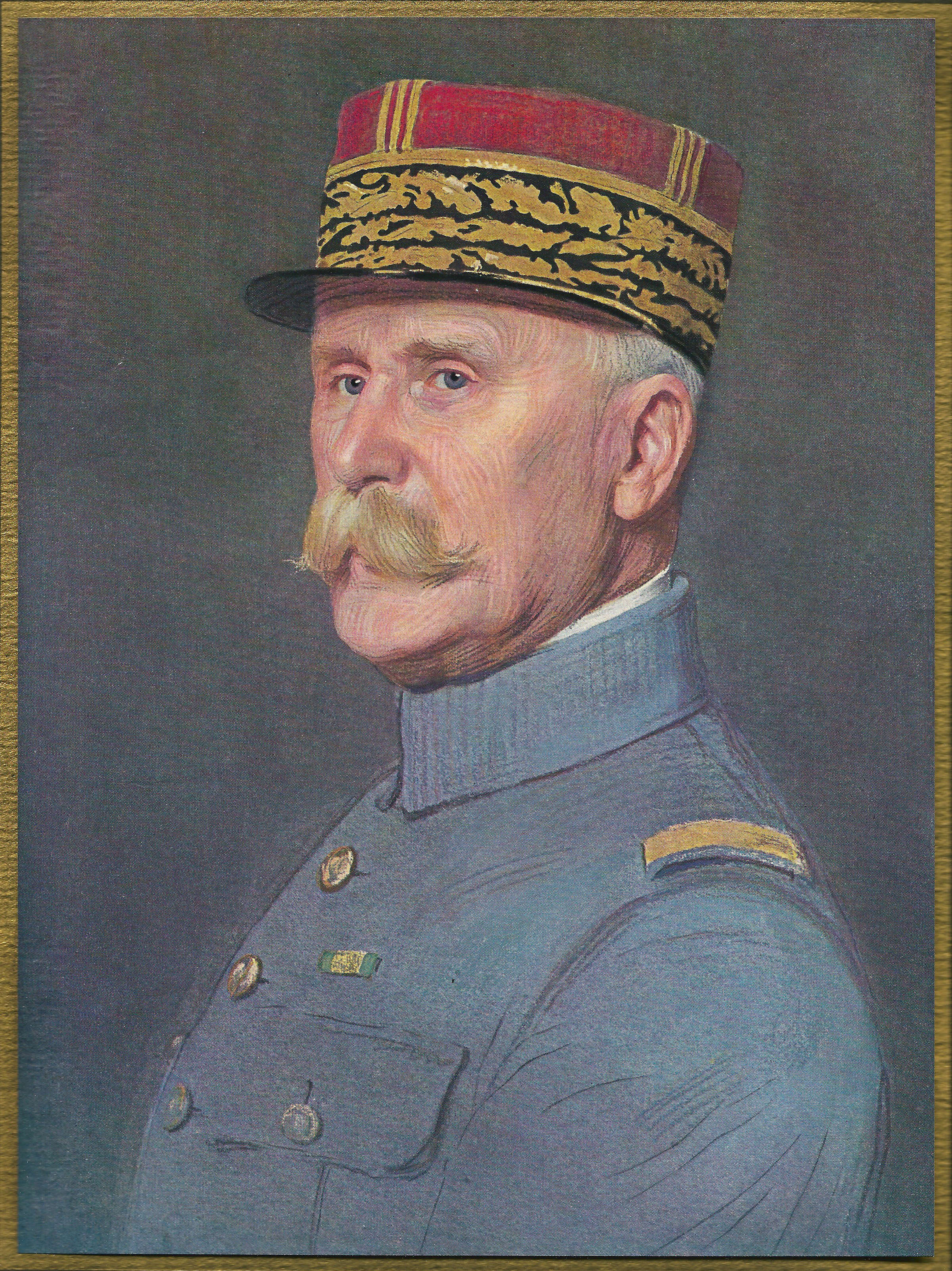
Philippe Pétain in un dipinto

Il Conferimento dei pieni poteri a Philippe Pétain è il momento ufficiale della nascita della Repubblica di Vichy.

## Premessa
Il 16 giugno 1940 il presidente della Repubblica Francese Albert Lebrun nominò il maresciallo di Francia Henri Philippe Pétain primo ministro, e il nuovo governo francese il 22 giugno aveva firmato l'armistizio con la Germania nazista.
Il successivo 10 luglio il Congresso Nazionale fu convocato a Vichy. 

## Il voto del Parlamento
Mercoledì 10 luglio 1940 il Parlamento francese, riunito in seduta comune (ovvero alla presenza congiunta dei membri del Senato e della Camera dei deputati), analizzò una proposta di revisione della Legge costituzionale del 1875 che prevedeva il conferimento dei pieni poteri al maresciallo Philippe Pétain, Presidente del Consiglio dei ministri.
Dei 907 parlamentari solo 670 presero parte al voto (426 deputati e 244 senatori) in parte a causa di situazioni collegate alla difficile situazione della Francia dopo l'invasione nazista e la rapida sconfitta francese. 27 parlamentari (26 deputati e un senatore) erano in quelle ore a bordo della nave Massilia diretti verso Casablanca; 17 parlamentari erano morti; i 61 parlamentari comunisti a partire dal 16 gennaio 1940 erano decaduti dal loro mandato a seguito dell'entrata in vigore di un decreto legge voluto da Édouard Daladier che metteva al bando il Partito Comunista Francese. Un certo numero di parlamentari, infine, a causa della guerra era impossibilitato a raggiungere Vichy oppure si rifiutò di farlo.
La seduta del 10 luglio venne presieduta da Jules Jeanneney (che dunque non prese parte alla votazione) e dei 649 suffragi espressi:
- 80 votarono NO: 57 deputati e 23 senatori;
- 569 votarono SI: 357 deputati e 212 senatori (l'87,67% dei suffragi espressi ed il 62,73% del numero totale dei membri delle due Camere);
- 20 si astennero: 12 deputati e 8 senatori

Dei 569 voti a favore 286 vennero espressi da parlamentari di sinistra o di centro-sinistra, 283 da parlamentari di destra, di centro-destra o indipendenti. Degli 80 che votarono contro 73 erano di sinistra o di centro-sinistra e 7 di destra, di centro-destra o indipendenti. 
| Voto                                   | Senatori | Deputati | Totale Parlamentari |
| -------------------------------------- | -------- | -------- | ------------------- |
| Eletti                                 | 315      | 610      | 925                 |
| Assenti al voto                        | 71       | 184      | 255                 |
| Presenti al voto                       | 244      | 426      | 670                 |
| Presenti al voto ed astenuti           | 9        | 12       | 21                  |
| Presenti al voto e contrari a Pétain   | 23       | 57       | 80                  |
| Presenti al voto e favorevoli a Pétain | 212      | 357      | 569                 |

L'11 luglio un atto costituzionale esautorò anche la Presidenza della Repubblica affidando i suoi poteri al Presidente del Consiglio, ossia allo stesso Pétain.

## Il testo
Il testo adottato recitava così:
| Testo francese | Traduzione in italiano |
| --- | --- |
| Article unique. L'Assemblée nationale donne tout pouvoir au gouvernement de la République, sous l'autorité et la signature du maréchal Pétain, à l'effet de promulguer par un ou plusieurs actes une nouvelle constitution de l'État français. Cette constitution devra garantir les droits du Travail, de la Famille et de la Patrie. Elle sera ratifiée par la Nation et appliquée par les Assemblées qu'elle aura créées. La présente loi constitutionnelle, délibérée et adoptée par l'Assemblée nationale, sera exécutée comme loi de l'État - Fait à Vichy, le 10 juillet 1940 Par le président de la République, Albert Lebrun Le maréchal de France, président du conseil, Philippe Pétain. | Articolo unico. L'Assemblea nazionale conferisce i pieni poteri al governo della Repubblica, sotto l'autorità e la firma del maresciallo Pétain, con l'effetto di promulgare tramite uno o più atti una nuova costituzione dello Stato francese. Tale costituzione dovrà garantire i diritti del Lavoro, della Famiglia e della Patria. Essa sarà ratificata dalla Nazione e applicata dalle Assemblee che avrà creato. La presente legge costituzionale, deliberata e adottata dall'Assemblea nazionale, sarà eseguita come legge dello Stato. - Fatto a Vichy, il 10 luglio 1940 dal Presidente della Repubblica Albert Lebrun Il maresciallo di Francia, Presidente del Consiglio, Philippe Pétain. |

## Lista degli 80 che votarono NO
| Nome                        | Ramo del Parlamento | Dipartimento       | Gruppo Parlamentare            |
| --------------------------- | ------------------- | ------------------ | ------------------------------ |
| Marcel Astier               | Senato              | Ardèche            | Radical-Socialisti             |
| Jean-Fernand Audeguil       | Camera              | Gironde            | SFIO                           |
| Vincent Auriol              | Camera              | Haute-Garonne      | SFIO                           |
| Alexandre Bachelet          | Senato              | Senna              | SFIO                           |
| Vincent Badie               | Camera              | Hérault            | Radical-Socialisti             |
| Camille Bedin               | Camera              | Dordogne           | SFIO                           |
| Émile Bender                | Senato              | Rodano             | Radical-Socialisti             |
| Jean Biondi                 | Camera              | Oise               | SFIO                           |
| Léon Blum                   | Camera              | Aude               | SFIO                           |
| Laurent Bonnevay            | Camera              | Rodano             | AD                             |
| Paul Boulet                 | Camera              | Hérault            | Indipendenti di Sinistra       |
| Georges Bruguier            | Senato              | Gard               | SFIO                           |
| Séraphin Buisset            | Camera              | Isère              | SFIO                           |
| Gaston Cabannes             | Camera              | Gironde            | SFIO                           |
| François Camel              | Camera              | Ariège             | SFIO                           |
| Pierre de Chambrun          | Senato              | Lozère             | Indipendenti                   |
| Auguste Champetier de Ribes | Senato              | Pirenei Atlantici  | Indipendenti                   |
| Pierre Chaumié              | Senato              | Lot-et-Garonne     | Radical-Socialisti             |
| Arthur Chaussy              | Camera              | Seine-et-Marne     | SFIO                           |
| Joseph Collomp              | Camera              | Varo               | SFIO                           |
| Octave Crutel               | Camera              | Senna Marittima    | Radical-Socialisti             |
| Achille Daroux              | Camera              | Vandea             | Radical-Socialisti             |
| Maurice Delom-Sorbé         | Camera              | Pirenei Atlantici  | Indipendenti di Sinistra       |
| Joseph Depierre             | Senato              | Rodano             | SFIO                           |
| Marx Dormoy                 | Senato              | Allier             | SFIO                           |
| Alfred Elmiger              | Camera              | Rodano             | Indipendenti di Sinistra       |
| Paul Fleurot                | Senato              | Senna              | Radical-Socialisti             |
| Émile Fouchard              | Camera              | Seine-et-Marne     | Unione Popolare Francese       |
| Édouard Froment             | Camera              | Ardèche            | SFIO                           |
| Paul Giaccobi               | Senato              | Corsica            | Radical-Socialisti             |
| Justin Godart               | Senato              | Rodano             | Radical-Socialisti             |
| Félix Gouin                 | Camera              | Bouches-du-Rhône   | SFIO                           |
| Henri Gout                  | Camera              | Aude               | Radical-Socialisti             |
| Louis Gros                  | Senato              | Vaucluse           | SFIO                           |
| Amédée Guy                  | Camera              | Haute-Savoie       | SFIO                           |
| Jean Hennessy               | Camera              | Alpi Marittime     | Indipendenti di Sinistra       |
| Lucien Hussel               | Camera              | Isère              | SFIO                           |
| André Isoré                 | Camera              | Pas-de-Calais      | Radical-Socialisti             |
| Eugène Jardon               | Camera              | Allier             | Unione Popolare Francese       |
| Jean-Alexis Jaubert         | Camera              | Corrèze            | Radical-Socialisti             |
| Claude Jordery              | Camera              | Rodano             | SFIO                           |
| François Labrousse          | Senato              | Corrèze            | Radical-Socialisti             |
| Albert Le Bail              | Camera              | Finistère          | Radical-Socialisti             |
| Joseph Lecacheux            | Camera              | Manche             | AD                             |
| Victor Le Gorgeu            | Senato              | Finistère          | Radical-Socialisti             |
| Justin Luquot               | Camera              | Gironde            | SFIO                           |
| Augustin Malroux            | Camera              | Tarn               | SFIO                           |
| Gaston Manent               | Camera              | Alti Pirenei       | Radical-Socialisti             |
| Alfred Margaine             | Camera              | Marna              | Radical-Socialisti             |
| Léon Martin                 | Camera              | Isère              | SFIO                           |
| Robert Mauger               | Camera              | Loir-et-Cher       | SFIO                           |
| Jean Mendiondou             | Camera              | Pirenei Atlantici  | Radical-Socialisti             |
| Jules Moch                  | Camera              | Hérault            | SFIO                           |
| Maurice Montel              | Camera              | Cantal             | Indipendenti di Sinistra       |
| Léonel de Moustier          | Camera              | Doubs              | Repubblicani Indipendenti      |
| Marius Moutet               | Camera              | Drôme              | SFIO                           |
| René Nicod                  | Camera              | Ain                | Unione Popolare Francese       |
| Louis Noguères              | Camera              | Pirenei Orientali  | SFIO                           |
| Jean Odin                   | Senato              | Gironde            | Radical-Socialisti             |
| Joseph Paul-Boncour         | Senato              | Loir-et-Cher       | Unione Socialista Repubblicana |
| Jean Perrot                 | Camera              | Finistère          | Radical-Socialisti             |
| Georges Pézières            | Senato              | Pirenei Orientali  | SFIO                           |
| André Philip                | Camera              | Rodano             | SFIO                           |
| Marcel Plaisant             | Senato              | Cher               | Radical-Socialisti             |
| François Tanguy-Prigent     | Camera              | Finistère          | SFIO                           |
| Paul Ramadier               | Camera              | Aveyron            | Indipendenti                   |
| Joseph-Paul Rambaud         | Senato              | Ariège             | Radical-Socialisti             |
| René Renout                 | Senato              | Varo               | Radical-Socialisti             |
| Léon Roche                  | Camera              | Haute-Vienne       | SFIO                           |
| Camille Rolland             | Senato              | Rodano             | Radical-Socialisti             |
| Jean-Louis Rolland          | Camera              | Finistère          | SFIO                           |
| Joseph Rous                 | Camera              | Pirenei Orientali  | SFIO                           |
| Jean-Emmanuel Roy           | Camera              | Gironde            | Radical-Socialisti             |
| Henry Sénès                 | Senato              | Varo               | SFIO                           |
| Philippe Serre              | Camera              | Meurthe-et-Moselle | Indipendenti di Sinistra       |
| Paul Simon                  | Camera              | Finistère          | Popolar-democratici            |
| Gaston Thiébaut             | Camera              | Mosa               | Radical-Socialisti             |
| Isidore Thivrier            | Camera              | Allier             | SFIO                           |
| Pierre Trémintin            | Camera              | Finistère          | Popolar-democratici            |
| Michel Zunino               | Camera              | Varo               | SFIO                           |